# Barneston
Barneston és una població dels Estats Units a l'estat de Nebraska. Segons el cens del 2000 tenia 122 habitants.

## Demografia
Segons el cens del 2000, Barneston tenia 122 habitants, 49 habitatges, i 31 famílies. La densitat de població era de 196,3 habitants per km².
Dels 49 habitatges en un 34,7% hi vivien nens de menys de 18 anys, en un 59,2% hi vivien parelles casades, en un 2% dones solteres, i en un 36,7% no eren unitats familiars. En el 28,6% dels habitatges hi vivien persones soles el 16,3% de les quals corresponia a persones de 65 anys o més que vivien soles. El nombre mitjà de persones vivint en cada habitatge era de 2,49 i el nombre mitjà de persones que vivien en cada família era de 3,13.
Per edats la població es repartia de la següent manera: un 27,9% tenia menys de 18 anys, un 3,3% entre 18 i 24, un 25,4% entre 25 i 44, un 26,2% de 45 a 60 i un 17,2% 65 anys o més.
L'edat mediana era de 40 anys. Per cada 100 dones de 18 o més anys hi havia 104,7 homes.
La renda mediana per habitatge era de 33.750 $ i la renda mediana per família de 40.625 $. Els homes tenien una renda mediana de 31.429 $ mentre que les dones 18.750 $. La renda per capita de la població era de 13.255 $. Aproximadament el 10,3% de les famílies i el 14,2% de la població estaven per davall del llindar de pobresa.

## Poblacions més properes
El següent diagrama mostra les poblacions més properes.